# Thibaudia rauhii
Thibaudia rauhii är en ljungväxtart som beskrevs av A. C. Smith. Thibaudia rauhii ingår i släktet Thibaudia och familjen ljungväxter. Inga underarter finns listade i Catalogue of Life.